# チャオプラヤー・タンマサックモントリー
タンマサックモントリー侯爵（เจ้าพระยาธรรมศักดิ์มนตรี、1876年 - 1943年）はタイの政治家、哲学者、文人。チャクリー家の子孫であるハッサディン家出身。本名はサナン・テープハッサディン＝ナ・アユッタヤー（สนั่น เทพหัสดิน ณ อยุธยา）。英国留学で教育学を学び義務教育の普及に着手、文部大臣任命されたほか、文人として多数の著作を残した。

## 伝記
1876年バンコクに、プラヤー・チャイスリン（チアム・テープハッサディン＝ナ・アユッタヤー）の14子として誕生した。タイ最初のラーチャパット（師範学校）の第一回卒業生である。1895年にはイギリスへ官費留学し、教育学を学んだ。1898年の帰国の後は母校、ラーチャパットにて教官になる。翌年にはルワン・パイサーンシラパサートの官位・欽錫名を与えられた。この後、さらに昇進し最終的にチャオプラヤー・タンマサックの官位・欽錫名が下賜され、文部大臣に就任。タイ国内の義務教育の骨組み作りなどを行い、普及に努めた。1926年には文部大臣を辞すが、立憲革命の後は、人民代表院の議員に当選し人民代表院の初代議長に就任した。他にも、再び文部大臣に就任したほか、タイ学士院やチュラーロンコーン大学の講師なども務めた。
一方文人としてはクルーテープ、キアオワーンなどの筆名を持ち、政治問題、経済問題、貧困問題に主眼を置いた著作活動を行った。これは、翻訳文学及び西洋文学の換骨奪胎作品が主流であった当時においては画期的であった。